# Pohár mistrů evropských zemí 1972/1973
Sezóna 1972/73 byla 18. ročníkem Poháru mistrů evropských zemí. Jejím vítězem se stal nizozemský klub AFC Ajax, který získal třetí titul v řadě.

## První kolo
| Domácí v 1. zápase | Celkem | Hosté v 1. zápase | 1. zápas | 2. zápas |
| ------------------ | ------ | ----------------- | -------- | -------- |
| PFK CSKA Sofia     | 4–1    | Panathinaikos     | 2–1      | 2–0      |
| AFC Ajax           |        | –                 | –        | –        |
| Galatasaray        | 1–7    | FC Bayern Mnichov | 1–1      | 0–6      |
| Waterford          | 2–3    | Omonia            | 2–1      | 0–2      |
| Wacker Innsbruck   | 0–3    | FK Dynamo Kyjev   | 0–1      | 0–2      |
| Sliema Wanderers   | 0–10   | Górnik Zabrze     | 0–5      | 0–5      |
| Aris Bonnevoie     | 0–6    | FC Argeș Pitești  | 0–2      | 0–4      |
| Real Madrid        | 4–0    | Keflavík          | 3–0      | 1–0      |
| Marseille          | 1–3    | Juventus FC       | 1–0      | 0–3      |
| Magdeburg          | 9–1    | TPS               | 6–0      | 3–1      |
| Celtic FC          | 5–2    | Rosenborg         | 2–1      | 3–1      |
| Újpesti Dózsa      | 4–3    | FC Basel 1893     | 2–0      | 2–3      |
| Spartak Trnava     |        | –                 | –        | –        |
| RSC Anderlecht     | 7–2    | Vejle             | 4–2      | 3–0      |
| Derby County FC    | 4–1    | Željezničar       | 2–0      | 2–1      |
| Malmö FF           | 2–4    | Benfica SL        | 1–0      | 1–4      |

## Druhé kolo
| Domácí v 1. zápase | Celkem | Hosté v 1. zápase | 1. zápas | 2. zápas |
| ------------------ | ------ | ----------------- | -------- | -------- |
| PFK CSKA Sofia     | 1–6    | AFC Ajax          | 1–3      | 0–3      |
| FC Bayern Mnichov  | 13–0   | Omonia            | 9–0      | 4–0      |
| FK Dynamo Kyjev    | 3–2    | Górnik Zabrze     | 2–0      | 1–2      |
| FC Argeș Pitești   | 3–4    | Real Madrid       | 2–1      | 1–3      |
| Juventus FC        | 2–0    | Magdeburg         | 1–0      | 1–0      |
| Celtic FC          | 2–4    | Újpesti Dózsa     | 2–1      | 0–3      |
| Spartak Trnava     | 2–0    | RSC Anderlecht    | 1–0      | 1–0      |
| Derby County FC    | 3–0    | Benfica SL        | 3–0      | 0–0      |

## Čtvrtfinále
| Domácí v 1. zápase | Celkem  | Hosté v 1. zápase | 1. zápas | 2. zápas |
| ------------------ | ------- | ----------------- | -------- | -------- |
| AFC Ajax           | 5–2     | FC Bayern Mnichov | 4–0      | 1–2      |
| FK Dynamo Kyjev    | 0–3     | Real Madrid       | 0–0      | 0–3      |
| Juventus FC        | 2–2 (v) | Újpesti Dózsa     | 0–0      | 2–2      |
| Spartak Trnava     | 1–2     | Derby County FC   | 1–0      | 0–2      |

## Semifinále
| Domácí v 1. zápase | Celkem | Hosté v 1. zápase | 1. zápas | 2. zápas |
| ------------------ | ------ | ----------------- | -------- | -------- |
| AFC Ajax           | 3–1    | Real Madrid       | 2–1      | 1–0      |
| Juventus FC        | 3–1    | Derby County FC   | 3–1      | 0–0      |

## Finále
| 30. května 1973 |        |             |                                                                                             |
| AFC Ajax        | 1 – 0  | Juventus FC | Stadion FK Crvena zvezda, Bělehrad diváci: 89 484 rozhodčí: Milivoje Gugulović (Jugoslávie) |
| Johnny Rep 5'   | Report |             | Stadion FK Crvena zvezda, Bělehrad diváci: 89 484 rozhodčí: Milivoje Gugulović (Jugoslávie) |

## Vítěz
| Pohár mistrů evropských zemí 1972/73 AFC Ajax (3. titul) Heinz Stuy, Wim Suurbier, Ruud Krol, Johan Neeskens, Gerrie Mühren, Piet Keizer, Horst Blankenburg, Barry Hulshoff, Johan Cruijff , Arie Haan, Johnny Rep Trenér: Ștefan Kovács |